# Polly Arnold
Polly Louise Arnold OBE,FRS é uma química britânica, professora de química da Universidade de Edimburgo na Escola de Química. É catedrática Crum Brown de Química da Universidade de Edimburgo.

## Prêmios e honrarias
Arnold recebeu o Prêmio Rosalind Franklin de 2012 da Royal Society.
Foi apontada Oficial da Ordem do Império Britânico (OBE).
Foi eleita Membro da Royal Society (FRS) em 2018.